# Gerard David
Gerard David, född omkring 1460, död 1523, var en nederländsk konstnär.

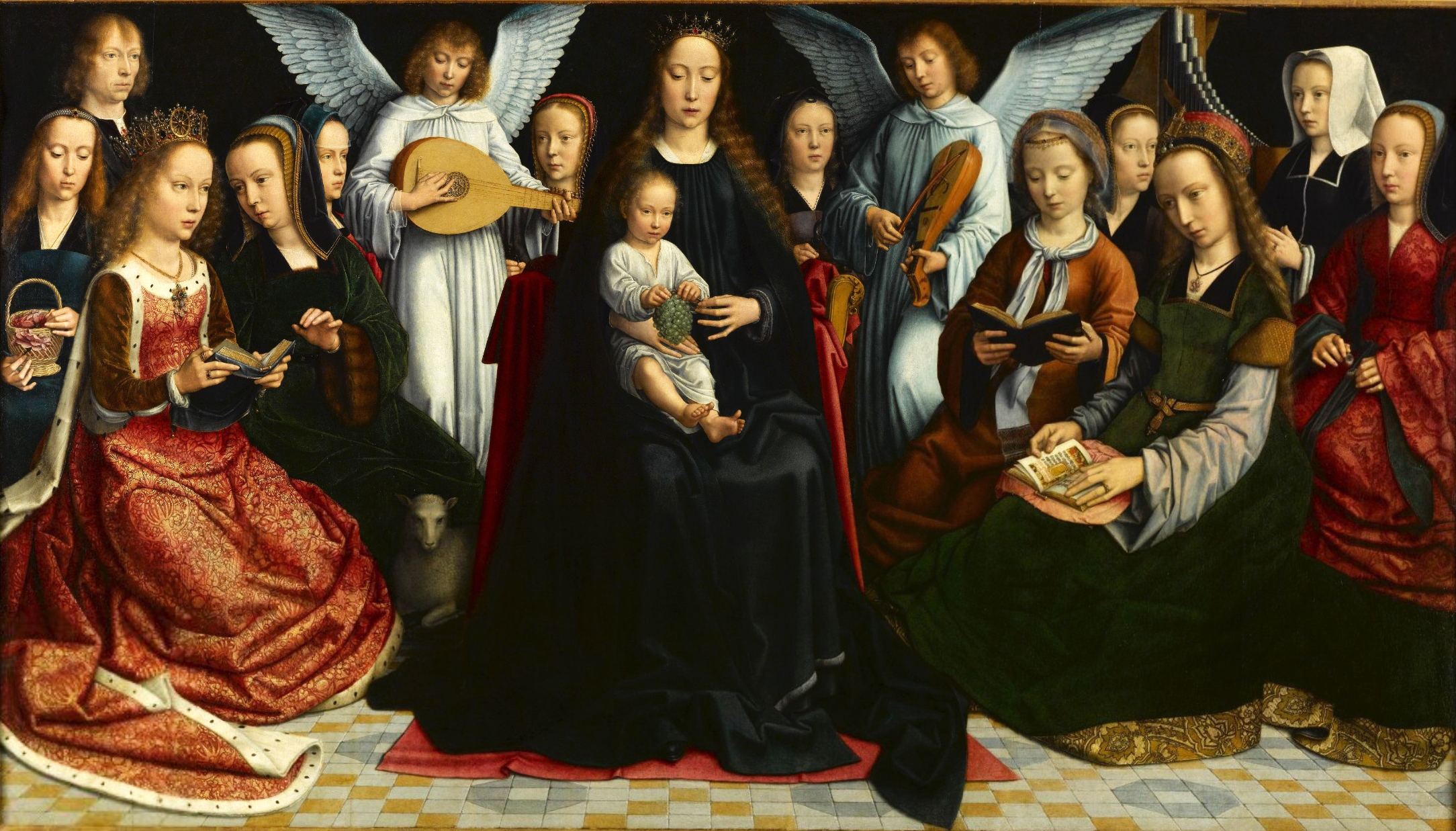
Jungfrun bland jungfrur av David.

David stammade från Oudewater vid Gouda men blev från 1483 verksam i Brygge, till vars äldre målare, särskilt Jan van Eyck och Hans Memling, han slöt sig. David målade mest stillsamma högtidliga bibliska scener i det fria. figurerna har en värdig hållning, landskapet är ofta starkt framträdande, och David har sett som en föregångare till landskapsmåleriet. David finns representerad på Louvren med ett Mariaaltare. Stadsmuseet i Brygge äger dels två rättshistoriska bilder (med Kambyses och Sisamnes), samt målningen Kristi dop. Berlinmuseet har en Madonna samt Kristus på korset, National Gallery har hans Kapitelherren Salviati med tre helgon. Andra verk av David finns i Wien, Rouen med flera platser. Nationalgalleriet i Oslo har i Laugaards samling en vacker målning av David, en madonna i landskap. David var sannolikt verksam även som miniatyrmålare och utövade stort inflytande på detta måleri.